# Хребет Шокальского
Хребет Шокальского — горный хребет в северной части острова Уруп, входящем в состав островов южной группы Большой гряды Курильских островов.
Назван в честь русского и советского учёного-географа, гидрографа, океанографа, картографа, генерал-лейтенанта Юлий Михайлович Шокальский.
Самой высокой точкой хребта Шокальского является одноименная гора Трехглавая, высота которой составляет 1131 метров над уровнем моря.
Полоса излияний, формирующих хребет, состоит из нескольких «гнезд», разделенных седловинами. Одно «гнездо» это северный участок хребта Шакальского растянувшийся на 8 км от горы Трехглавой до горы Ирина. Следующее «гнездо» охватывает южное окончание хребта Шокальского, растянувшееся на 11 км от горы Кабан до горы Каврайского. С западной стороны к Шокальскому примыкают пять голоценовых вулканов. Два из этих пяти вулканов являются действующими.